# Ierse parlementsverkiezingen 1944
De Ierse parlementsverkiezingen van 1944 vonden plaats op 30 mei. De Dáil Éireann, het Ierse parlement, was eerder ontbonden op 9 mei.

## Achtergrond
De verkiezingen werden uitgeschreven door premier Éamon de Valera nadat zijn partij Fianna Fáil in het parlement een nederlaag had geleden rondom de aanname van een transportwet. De vorige verkiezingen waren pas een jaar eerder gehouden. De Valera wilde een comfortabelere positie in het parlement. De oppositiepartijen zaten niet te wachten op nieuwe verkiezingen.
Tijdens de verkiezingen zette Fine Gael met partijleider Richard Mulcahy in op de vorming van een coalitieregering met de Labour-partij en Clan na Talham, maar dit idee werd  Fianna Fáil als belachelijk afgeschilderd. Een grote ruzie binnen de Labour-partij leidde er ook toe dat het idee nooit realistisch werd. Deze partij verloor negen zetels, terwijl Fianna Fáil er juist negen bij won. Verder waren er weinig verschuivingen ten opzichte van een jaar eerder.

## Uitslag
| Partij                    | Stemmen   | %    | ±%    | zetels | verschil |
| ------------------------- | --------- | ---- | ----- | ------ | -------- |
| Fianna Fáil               | 595.259   | 48,9 | ▲ 7,0 | 76     | ▲ 9      |
| Fine Gael                 | 249.329   | 20,5 | ▼ 2,6 | 30     | ▼ 2      |
| Clann na Talham Poblachta | 122.745   | 10,1 | ▲ 0,3 | 9      | ▼ 1      |
| Irish Labour Party        | 106.767   | 8,8  | ▼ 6,9 | 8      | ▼ 9      |
| National Labour Party     | 32.732    | 2,7  | ▲ 2,7 | 4      | ▲ 4      |
| Monetary Reform Party     | 9.856     | 0,8  | ▲ 0,5 | 1      | 0        |
| Ailtirí na hAiséirghe     | 5.809     | 0,5  | ▼ 0,3 | 0      | 0        |
| Onafhankelijken           | 94.852    | 7,8  | ▼ 0,9 | 10     | 0        |
| Totaal                    | 1.203.139 | 100% |       | 138    |          |